# Reyhan Şahin
Reyhan Şahin (*1980 en Bremen, Alemania), con el nombre artístico Lady Bitch Ray, es una rapera, actriz y autora turcoparlante y alemanohablante. Es hija de trabajadores inmigrantes turcos. Estudió lingüística, germanística y pedagogía en la Universidad de Bremen. De 2002 a 2006 fue periodista y presentadora del canal Funkhaus Europa de Radio Bremen.

## Premio de Estudios para tesis doctoral
Para su tesis doctoral Die Bedeutung des muslimischen Kopftuchs in Deutschland (La importancia del pañuelo de cabeza musulmán en Alemania) recibió en 2013 un premio Deutscher Studienpreis (Premio Alemán de Estudios). Él Premio Alemán de Estudios es uno de los premios más importantes y lucrativos para jóvenes graduados quienes obtuvieron el doctorado con la matrícula de honor magna cum laude o summa cum laude. Su tesis doctoral es un estudio empírico de 30 musulmanas de entre 18 y 32 años. La mayoría de estas mujeres se distancian gradualmente de los puntos de vista tradicionales de sus padres e interpretan el islam de una manera adecuada para su situación actual. De esta manera, en combinación con vestidos modernos y muy atractivos, el pañuelo de cabeza puede ser interpretado como un signo de rebelión. En primer lugar exprima la autoconciencia de estas jóvenes y su modo de ver su papel como mujeres en la sociedad alemana que tiene como principio la igualdad entre hombres y mujeres.

## Filmografía
- 2008: Prostituta en la película Chiko[3][4]
- 2009: Türk Gibi Başla Alman Gibi Bitir (Un corazón turco con una mente alemana), documental turco[5]
- 2014: Hell's Kitchen (programa de Sat.1)[6]

## Obras
- Bitchism,[1] editorial Vagina Style / Panini Books, Stuttgart 2012, ISBN 978-3-8332-2547-5
- Tesis doctoral: Die Bedeutung des muslimischen Kopftuchs in Deutschland, 500 páginas;[3] Resumen en pdf, 20 páginas (con fotos) (enlace roto disponible en Internet Archive; véase el historial, la primera versión y la última).

## Enlaces
- Sitio web de Lady Bitch Ray
- Research Center Media and Communication: Dr. Reyhan Şahin